# Сахабутдинов, Риф Раисович
Риф Раисович Сахабутдинов (р. 9 декабря 1955 года) — генерал-майор авиации (2003). Заслуженный военный лётчик Российской Федерации. Герой России (2001).

## Биография
Сахабутдинов Риф Раисович родился 9 декабря 1955 года в Уфе.
В 1963—1971 годах Риф Раисович учился в восьмилетней школе д. Кляшево Чишминского района Башкирской АССР.
В 1973 окончил среднюю школу № 15 г. Уфы. В Вооруженных Силах с 1973 года. Окончил Сызранское ВВАУЛ (1977), Военно-Воздушную Академию им. Ю. А. Гагарина (1988).
Проходил службу в Монголии, Прикарпатском ВО, ТуркВО, СГВ, ЗГВ, МВО, Таджикистане, СКВО, ЛенВО. Участвовал в боевых действиях в Республике Афганистан, миротворческой миссии в Таджикистане, контртеррористической операции на Северном Кавказе.
Звание Героя РФ начальнику армейской авиации объединения полковнику Сахабутдинову присвоено за мужество и героизм, проявленные при уничтожении незаконных вооруженных формирований в ходе контртеррористической операции в Северо-Кавказском регионе и 237 успешных боевых вылетов.
Служил в ВВС начальником авиации — зам.командующего по авиации 6 А ВВС и ПВО (г. Санкт-Петербург).
С 2007 года в запасе. Работает Постоянным Представителем Республики Башкортостан в г. Санкт-Петербург.
В один из боевых вылетов, в период службы в Афганистане, принял сигнал о помощи. После посадки, на борт его вертолёта (МИ-24) загрузили 12 раненых военнослужащих. Несмотря на «перегруз», принял решение лететь, разогнавшись «по-самолётному» и «нырнув» в ущелье. Несмотря на большой риск — поднял машину в воздух и перевёз раненых в место дислокации.

## Награды и звания
- Герой Российской Федерации
- Медаль «Золотая Звезда» за мужество и героизм, проявленные при уничтожении незаконных вооруженных формирований в ходе контртеррористической операции в Северо-Кавказском регионе и 237 успешных боевых вылетов
- Ордена Красной Звезды, «За службу Родине в Вооруженных Силах СССР» третьей степени, Мужества, 25 медалей
- Заслуженный военный летчик Российской Федерации
- Военный летчик-снайпер